# Husqvarna Garden
Husqvarna Garden, bivša Kinnarps Arena, višenamjenska je dvorana koja uglavnom služi za hokej mečeve lokalnog hokej tima HV 71 i smještena je u gradu Jönköping u naselju Rosenlund. Maksimalan kapacitet na hokej utakmicama je do 7 400 osoba. I pored toga što dvorana služi prioritetno za hokej utakmice u njoj su se održavala lokalna natjecanja za Pjesmu Eurovizije, ali i musical Grease i koncert Bob Dylana.

## Povijest Rosenlunddvorane
Gradsko vijeće općine Jönköping odlučuje 1956. napraviti dvoranu s umjetnim ledom. Otvorenje dvorane je bilo 1958. i u njoj su igrale i trenirale lokalne hokejaške momčadi.
U doba kad je dvorana otvorena bila je prva moderna dvorana za hokej u Skandinaviji. Sredinom 80-ih godina prošlog stoljeća dolazi do izmjena u dvorani i jedan broj stojećih mjesta zamijenjen je sjedećim. Dvorana je bila domaćin i SP u curlingu 1985., natjecanjima u rukometu, boksu, hrvanju.
Početkom 90-tih godinja počinju sve češće kritike dvorane. U to doba lokalne hokejaške momčadi HV 71 bio je najbolji u švedskoj hokejaškoj ligi (šved. Allsvenskan), a govorilo se da igraju u najlošijoj švedskoj dvorani. Krajem 90-tih općina Jönköping prodaje dvoranu hokejaškoj momčadi HV 71 i na tom istom mjestu gradi se Husqvarna Garden

## Izgradnja Husqvarna Garden
Dan poslije završetka sezone za HV71 počelo je rušenje Rosenlunddvorane. Na tom istom mjestu započinje gradnja nove arene 17. rujna 1999., a hokejaški susreti odigravani su u još uvijek nezavršenoj dvorani. U rujnu 2000. obavljeni su završni radovi. Broj mjesta povećan je s 4200 na 6236. U ložama ima 320 mjesta, 20 mjesta za osobe s posebnim potrebama i 20 mjesta za novinare. Planira se dogradnja dvije dvorane kao i prilazi areni što bi koštalo 75-90 milijuna švedskih kruna. Naknadno je došlo i do izmjena u samoj areni tako da je broj posjetitelja koje arena može primiti oko 7000 osoba.

## Vanjske poveznice
- Husqvarna Garden, službene mrežne stranice (njem.) (engl.) (šved.) (fr.)